# Chantico Corona
Chantico Corona est une corona, formation géologique en forme de couronne, située sur la planète Vénus par -1,7° S et 215° E. Elle est localisée dans le quadrangle de Taussig. Elle a été nommée en référence à Chantico, déesse aztèque de la santé. 

## Géographie et géologie
Chantico Corona couvre une surface circulaire d'environ 200 km de diamètre. 